# Tetrix simulans
Tetrix simulans är en insektsart som först beskrevs av Bei-bienko 1929.  Tetrix simulans ingår i släktet Tetrix och familjen torngräshoppor. Inga underarter finns listade i Catalogue of Life.